# Алгебра Валя
Алгебра Валя (или Алгебра Валентины) — неассоциативная алгебра M над полем F, в которой бинарная мультипликативная операция подчиняется следующим аксиомам:
1. Условию антисимметричности:
{\displaystyle g(A,B)=-g(B,A)}
для всех {\displaystyle A,B\in M}.
2. Тождеству Валентины:
{\displaystyle J(g(A_{1},A_{2}),g(A_{3},A_{4}),g(A_{5},A_{6}))=0}
для всех {\displaystyle A_{k}\in M}, где k=1,2,…,6, и
{\displaystyle J(A,B,C):=g(g(A,B),C)+g(g(B,C),A)+g(g(C,A),B).}
3. Условию билинейности:
{\displaystyle g(aA+bB,C)=ag(A,C)+bg(B,C)}
для всех {\displaystyle A,B,C\in M} и {\displaystyle a,b\in F}.
Можно сказать, что M является алгеброй Валентины, если коммутант этой алгебры является лиевой подалгеброй. Любая алгебра Ли является алгеброй Валентины.
Билинейная мультипликативная операция в алгебре Валентины, так же как в алгебре Ли, не является ассоциативной операцией.
Существует следующая взаимосвязь между коммутантно-ассоциативной алгеброй и алгеброй Валя. Замена умножения g(A,B) в алгебре M операцией коммутирования [A,B]=g(A,B)-g(B,A), превращает её в алгебру {\displaystyle M^{(-)}}.
При этом, если M является коммутантно-ассоциативной алгеброй, то {\displaystyle M^{(-)}} будет алгеброй Валя. Алгебра Валя является обобщением алгебры Ли, которая является частным примером алгебры Валентины.
Алгебры Валя могут быть использованы для описания диссипативных и негамильтоновых квантовых систем.

## Примеры алгебры Валентины
(1) Любая конечная алгебра Валя является касательной алгеброй аналитических локальных коммутантно-ассоциативных луп (луп Валя), аналогично тому как конечные алгебры Ли являются касательными алгебрами аналитических локальных групп (групп Ли). Это утверждение является аналогом соответствия между аналитическими локальными группами (группами Ли) и алгебрами Ли.
(2) Билинейная операция для дифференциальных 1-форм
{\displaystyle \alpha =F_{k}(x)\,dx^{k},\quad \beta =G_{k}(x)\,dx^{k}}
на симплектическом многообразии, определяемая по правилу
{\displaystyle (\alpha ,\beta )_{0}=d\Psi (\alpha ,\beta )+\Psi (d\alpha ,\beta )+\Psi (\alpha ,d\beta ),}
где {\displaystyle (\alpha ,\beta )} — 1-форма.
Эта билинейная операция на множестве незамкнутых 1-форм задает алгебру Ли.
Если {\displaystyle \alpha } и {\displaystyle \beta } являются замкнутыми 1-формами, то
{\displaystyle d\alpha =d\beta =0} и
{\displaystyle (\alpha ,\beta )=d\Psi (\alpha ,\beta ).}
Эта билинейная операция на множестве замкнутых 1-форм задает алгебру Ли.
Эта билинейная операция на множестве незамкнутых дифференциальных 1-форм задает уже не алгебру Ли, а алгебру Валентины, которая не является алгеброй Ли.